# 시크릿 가든 (음악 그룹)
시크릿 가든(Secret Garden)은 노르웨이의 뉴에이지 음악 그룹이라고 잘못 알려지기도 한 그룹으로 아일랜드 출신과 노르웨이 출신의 두 연주자로 이루어진 그룹이다. 1995년 유로비전 송 콘테스트에서 "Nocturne"이라는 곡으로 우승하여서 널리 유명해진 그룹으로, 유로비전 송 콘테스트 사상 최초로 악기 연주곡으로 우승을 한 그룹이기도 하다.

## 멤버
- 롤프 뢰블란 (Rolf Løvland)
- 피오뉼라 셰리 (Fionnuala Sherry)